# یواس‌اس چستنت (ای‌ان-۱۱)
یواس‌اس چستنت (ای‌ان-۱۱) (به انگلیسی: USS Chestnut (AN-11)) یک کشتی بود که طول آن 163' 2" بود. این کشتی در سال ۱۹۴۱ ساخته شد.